# Olympische Sommerspiele 1984/Leichtathletik – 800 m (Männer)

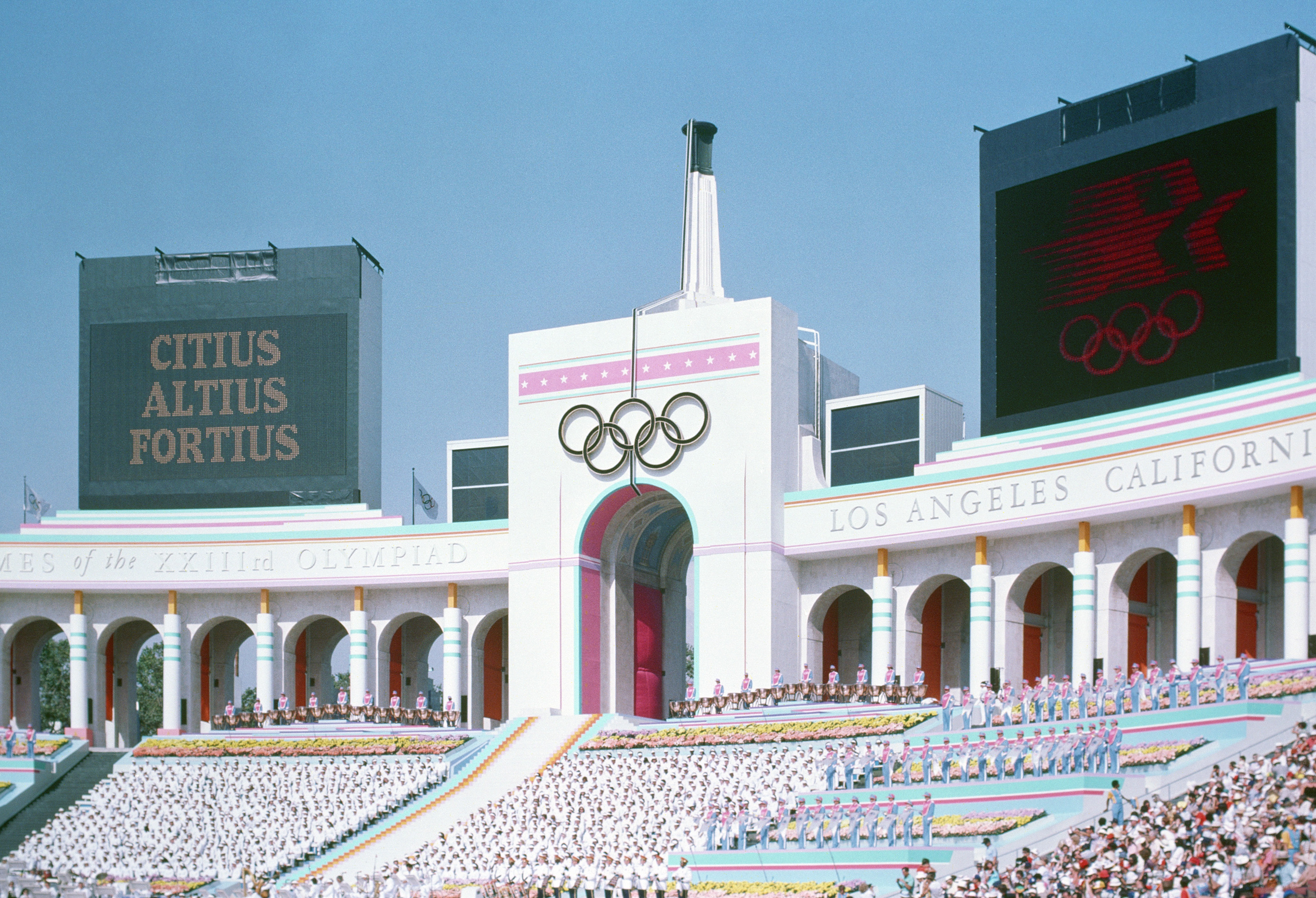
Blick auf des Eingangstor des Los Angeles Memorial Coliseum

Der 800-Meter-Lauf der Männer bei den Olympischen Spielen 1984 in Los Angeles wurde vom 3. bis zum 6. August 1984 im Los Angeles Memorial Coliseum ausgetragen. 69 Athleten nahmen teil.
Olympiasieger wurde der Brasilianer Joaquim Cruz. Er gewann vor dem Briten Sebastian Coe und dem US-Amerikaner Earl Jones.
Die Bundesrepublik Deutschland wurde durch Hans-Peter Ferner und Axel Harries vertreten. Harries schied in der Vorrunde aus, ferner im Halbfinale. Der Schweizer Marco Mayr scheiterte im Viertelfinale. Läufer aus Österreich und Liechtenstein nahmen nicht teil. Athleten aus der DDR waren wegen des Olympiaboykotts ebenfalls nicht dabei.

## Aktuelle Titelträger
| Olympiasieger 1980                      | Steve Ovett ( Großbritannien)       | 1:45,4 min  | Moskau 1980   |
| Weltmeister 1983                        | Willi Wülbeck ( BR Deutschland)     | 1:43,65 min | Helsinki 1983 |
| Europameister 1982                      | Hans-Peter Ferner ( BR Deutschland) | 1:46,33 min | Athen 1982    |
| Panamerikanischer Meister 1983          | Agberto Guimarães ( Brasilien)      | 1:46,31 min | Caracas 1983  |
| Zentralamerika und Karibik-Meister 1983 | Bárbaro Serrano ( Kuba)             | 1:47,67 min | Havanna 1983  |
| Südamerika-Meister 1983                 | José Luíz Barbosa ( Brasilien)      | 1:49,1 min  | Santa Fe 1983 |
| Asienmeister 1983                       | Najem Abdullah Mutiaq ( Kuwait)     | 1:49,43 min | Kuwait 1983   |
| Afrikameister 1982                      | Juma Ndiwa ( Kenia)                 | 1:48,10 min | Kairo 1982    |

## Rekorde

### Bestehende Rekorde
| Weltrekord         | 1:41,73 min | Sebastian Coe ( Großbritannien) | Florenz, Italien           | 10. Juni 1981 |
| Olympischer Rekord | 1:43,50 min | Alberto Juantorena ( Kuba)      | Finale OS Montreal, Kanada | 25. Juli 1976 |

### Rekordverbesserung
Der brasilianische Olympiasieger Joaquim Cruz verbesserte den bestehenden olympischen Rekord im Finale am 6. August um fünf Zehntelsekunden auf 1:43,00 min. Zum Weltrekord fehlten ihm 1,27 Sekunden.

## Vorrunde
Datum: 3. August 1984
Die 69 Teilnehmer wurden in neun Läufe gelost. Für das Viertelfinale qualifizierten sich pro Lauf die ersten drei Athleten. Darüber hinaus kamen die fünf Zeitschnellsten, die sogenannten Lucky Loser, weiter. Die direkt qualifizierten Athleten sind hellblau, die Lucky Loser hellgrün unterlegt.
Mit sechzehn Jahren war Barakat Al-Sharji aus dem Oman der jüngste Teilnehmer. Der älteste Starter war mit dreißig Jahren Jodha Gurung aus Nepal.
Der Brasilianer Joaquim Cruz erzielte mit 1:45,66 min in Lauf fünf die schnellste Vorlaufzeit. Der langsamste direkt qualifizierte Athlet war Philipe Dupont aus Frankreich in Lauf vier mit 1:48,09 min. Der schnellste Athlet, der sich nicht qualifizieren konnte, war der Kanadier Simon Hoogewerf, der im achten Lauf mit 1:47,74 min ausschied.

### Vorlauf 1
Mit Samuel Sawny nahm erstmals ein Leichtathlet aus Grenada an Olympischen Spielen teil.
| Platz | Name               | Nation       | Zeit        |
| ----- | ------------------ | ------------ | ----------- |
| 1     | Babacar Niang      | Senegal      | 1:46,90 min |
| 2     | Abdi Bile          | Somalia      | 1:46,92 min |
| 3     | Donato Sabia       | Italien      | 1:47,04 min |
| 4     | Sotirios Moutsanas | Griechenland | 1:47,32 min |
| 5     | Joseph Ramotshabi  | Botswana     | 1:48,17 min |
| 6     | André Titos        | Mosambik     | 1:51,73 min |
| 7     | Samuel Sawny       | Grenada      | 1:53,08 min |
| 8     | Jodha Gurung       | Nepal        | 1:56,72 min |

### Vorlauf 2
| Platz | Name               | Nation         | Zeit        |
| ----- | ------------------ | -------------- | ----------- |
| 1     | Sebastian Coe      | Großbritannien | 1:45,71 min |
| 2     | Omer Khalifa       | Sudan          | 1:45,81 min |
| 3     | Colomán Trabado    | Spanien        | 1:46,00 min |
| 4     | Riccardo Materazzi | Italien        | 1:46,03 min |
| 5     | Marcus O’Sullivan  | Irland         | 1:46,85 min |
| 6     | Archfell Musango   | Sambia         | 1:48,84 min |
| 7     | Leopoldo Acosta    | Ecuador        | 1:54,06 min |
| 8     | Manlio Molinari    | San Marino     | 1:57,09 min |

### Vorlauf 3
| Platz | Name                   | Nation     | Zeit        |
| ----- | ---------------------- | ---------- | ----------- |
| 1     | Owen Hamilton          | Jamaika    | 1:46,95 min |
| 2     | Moussa Fall            | Senegal    | 1:47,91 min |
| 3     | John Marshall          | USA        | 1:47,99 min |
| 4     | Jama Aden              | Somalia    | 1:48,64 min |
| 5     | Peter Pearless         | Neuseeland | 1:49,95 min |
| 6     | Alberto López          | Guatemala  | 1:54,19 min |
| DSQ   | Vusie Dlamini          | Swasiland  |             |
| DNS   | Manuel Ramírez-Caicedo | Kolumbien  |             |

### Vorlauf 4
| Platz | Name             | Nation                       | Zeit        |
| ----- | ---------------- | ---------------------------- | ----------- |
| 1     | Earl Jones       | USA                          | 1:47,75 min |
| 2     | Faouzi Lahbi     | Marokko                      | 1:47,81 min |
| 3     | Philipe Dupont   | Frankreich                   | 1:48,09 min |
| 4     | Axel Harries     | BR Deutschland               | 1:48,92 min |
| 5     | Mouteb Al-Faouri | Jordanien                    | 1:53,89 min |
| 6     | Ibrahim Aziz     | Vereinigte Arabische Emirate | 1:54,86 min |
| DSQ   | Kim Bok-joo      | Südkorea                     |             |

### Vorlauf 5
| Platz | Name                | Nation         | Zeit        |
| ----- | ------------------- | -------------- | ----------- |
| 1     | Joaquim Cruz        | Brasilien      | 1:45,66 min |
| 2     | Steve Ovett         | Großbritannien | 1:46,66 min |
| 3     | Oslen Barr          | Guyana         | 1:47,65 min |
| 4     | Benjamín González   | Spanien        | 1:48,01 min |
| 5     | Batulamai Rajakumar | Malaysia       | 1:48,19 min |
| 6     | Isaac Ganunga       | Malawi         | 1:51,25 min |
| 7     | Francisco Figueredo | Paraguay       | 1:52,22 min |
| 8     | Siegfried Cruden    | Suriname       | 1:53,31 min |

### Vorlauf 6
| Platz | Name              | Nation     | Zeit        |
| ----- | ----------------- | ---------- | ----------- |
| 1     | Johnny Gray       | USA        | 1:47,19 min |
| 2     | Pat Scammell      | Australien | 1:47,24 min |
| 3     | Marco Mayr        | Schweiz    | 1:47,36 min |
| 4     | Ahmed Belkessam   | Algerien   | 1:47,51 min |
| 5     | Syed Meesaq Rizvi | Pakistan   | 1:51,29 min |
| 6     | William Amakye    | Ghana      | 1:54,80 min |
| 7     | Philip Sinon      | Seychellen | 2:04,89 min |

### Vorlauf 7
Jean-Marie Rudasingwa war zusammen mit seinem Teamkameraden Faustin Butera im 400-Meter-Hürdenlauf der erste Sportler Ruandas, der an Olympischen Spielen teilnahm. Mit Moussa Daweye nahm der erste Leichtathlet aus dem Niger teil.
| Platz | Name                  | Nation                   | Zeit        |
| ----- | --------------------- | ------------------------ | ----------- |
| 1     | Edwin Koech           | Kenia                    | 1:47,11 min |
| 2     | Hans-Peter Ferner     | BR Deutschland           | 1:47,55 min |
| 3     | Agberto Guimarães     | Brasilien                | 1:47,72 min |
| 4     | Mark Handelsman       | Israel                   | 1:47,90 min |
| 5     | Jerry Molyneaux       | Britische Jungferninseln | 1:53,23 min |
| 6     | Jean-Marie Rudasingwa | Ruanda                   | 1:53,23 min |
| 7     | Bartolomé Esono Asumu | Äquatorialguinea         | 2:17,29 min |
| DSQ   | Moussa Daweye         | Niger                    |             |

### Vorlauf 8
Charlie Oliver war zusammen mit seinem Teamkameraden Johnson Kere im 100-Meter-Lauf der erste Leichtathlet der Salomonen bei Olympischen Spielen.

Abdul Al-Ghadi und sein Bruder Ali Al-Ghadi im 10.000-Meter-Lauf waren die ersten Sportler des Nordjemens bei Olympischen Spielen.
| Platz | Name              | Nation    | Zeit        |
| ----- | ----------------- | --------- | ----------- |
| 1     | Juma Ndiwa        | Kenia     | 1:46,73 min |
| 2     | William Wuycke    | Venezuela | 1:46,88 min |
| 3     | Mohamed Alouini   | Tunesien  | 1:47,20 min |
| 4     | Simon Hoogewerf   | Kanada    | 1:47,74 min |
| 5     | Tapfumaneyi Jonga | Simbabwe  | 1:49,59 min |
| 6     | Charlie Oliver    | Salomonen | 1:53,22 min |
| 7     | Barakat Al-Sharji | Oman      | 2:00,38 min |
| 8     | Abdul Al-Ghadi    | Nordjemen | 2:05,90 min |

### Vorlauf 9
| Platz | Name              | Nation              | Zeit        |
| ----- | ----------------- | ------------------- | ----------- |
| 1     | Billy Konchellah  | Kenia               | 1:46,27 min |
| 2     | Peter Elliott     | Großbritannien      | 1:46,98 min |
| 3     | José Luíz Barbosa | Brasilien           | 1:47,12 min |
| 4     | Bruce Roberts     | Kanada              | 1:47,56 min |
| 5     | Charles Borromeo  | Indien              | 1:51,52 min |
| 6     | Dale Jones        | Antigua und Barbuda | 1:51,52 min |
| 7     | Peter Ceesay      | Gambia              | 1:55,35 min |
| 8     | Ousman Miangoto   | Tschad              | 1:56,02 min |

## Viertelfinale
Datum: 4. August 1984
In den vier Läufen des Viertelfinals qualifizierten sich die jeweils ersten vier Athleten (hellblau unterlegt) für das Halbfinale.
Mit 1:44,74 min lief Edwin Koech aus Kenia in Lauf eins die schnellste Viertelfinalzeit. Die langsamste Zeit eines Qualifikanten waren die 1:46,87 min des Brasilianers José Luíz Barbos in Lauf zwei. Schnellster nicht qualifizierter Läufer war der Marokkaner Faouzi Lahbi mit 1:45,67 min im ersten Rennen.

### Lauf 1

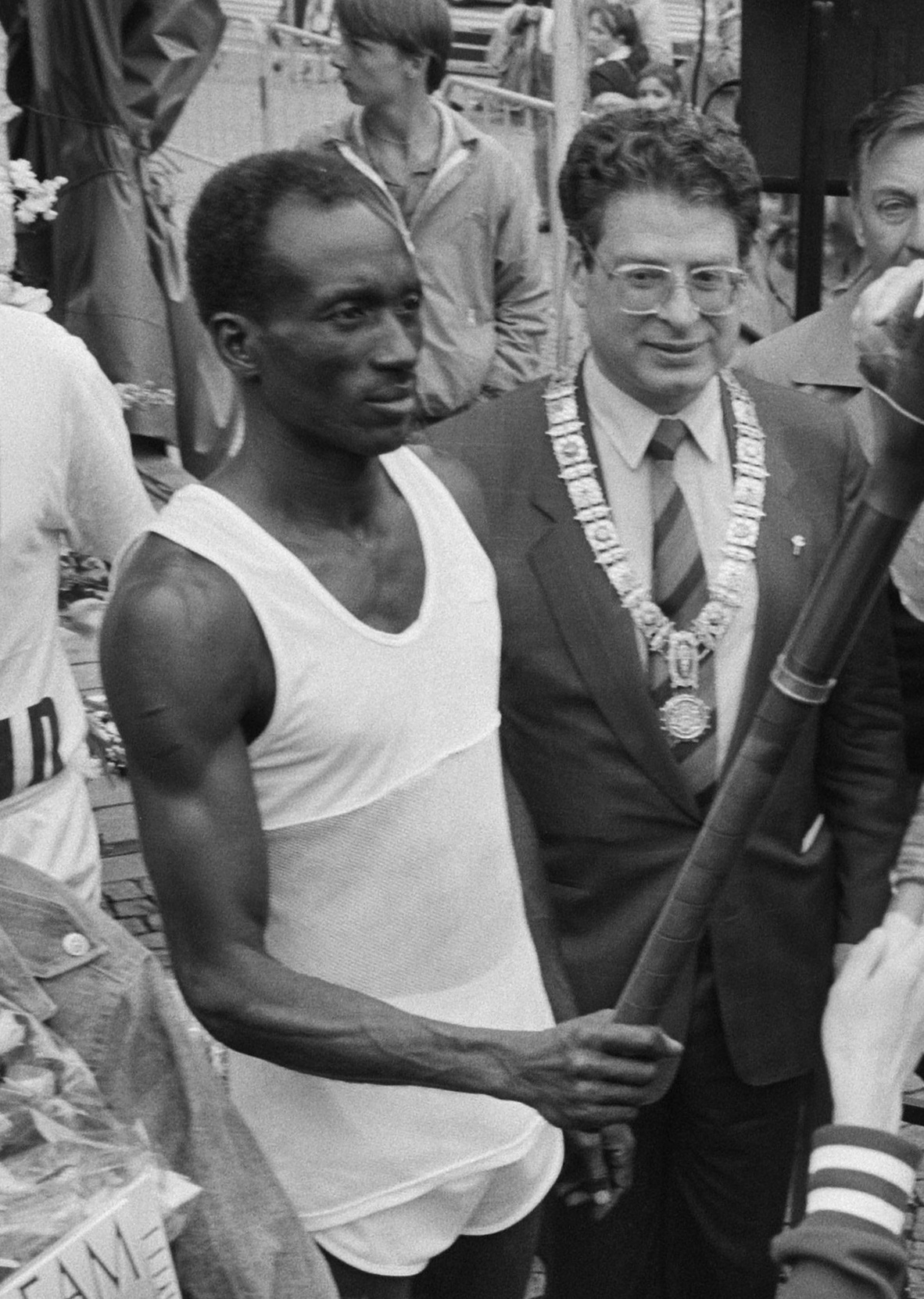
Omer Khalifa – ausgeschieden als Fünfter des ersten Halbfinals
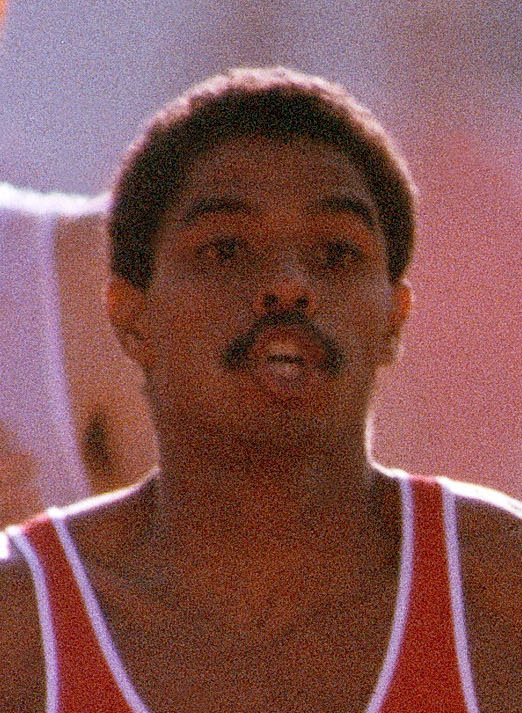
William Wuycke – ausgeschieden als Siebter des ersten Halbfinals

| Platz | Name               | Nation         | Zeit        |
| ----- | ------------------ | -------------- | ----------- |
| 1     | Edwin Koech        | Kenia          | 1:44,74 min |
| 2     | Donato Sabia       | Italien        | 1:44,90 min |
| 3     | Agberto Guimarães  | Brasilien      | 1:45,18 min |
| 4     | Peter Elliott      | Großbritannien | 1:45,49 min |
| 5     | Faouzi Lahbi       | Marokko        | 1:45,67 min |
| 6     | Babacar Niang      | Senegal        | 1:45,71 min |
| 7     | Sotirios Moutsanas | Griechenland   | 1:46,34 min |
| DNS   | Colomán Trabado    | Spanien        | 1:46,34 min |

### Lauf 2
| Platz | Name               | Nation         | Zeit        |
| ----- | ------------------ | -------------- | ----------- |
| 1     | Billy Konchellah   | Kenia          | 1:46,15 min |
| 2     | Omer Khalifa       | Sudan          | 1:46,33 min |
| 3     | Sebastian Coe      | Großbritannien | 1:46,75 min |
| 4     | José Luíz Barbosa  | Brasilien      | 1:46,87 min |
| 5     | John Marshall      | USA            | 1:47,18 min |
| 6     | Riccardo Materazzi | Italien        | 1:47,90 min |
| 7     | Ahmed Belkessam    | Algerien       | 1:48,11 min |
| 8     | Marco Mayr         | Schweiz        | 1:48,30 min |

### Lauf 3

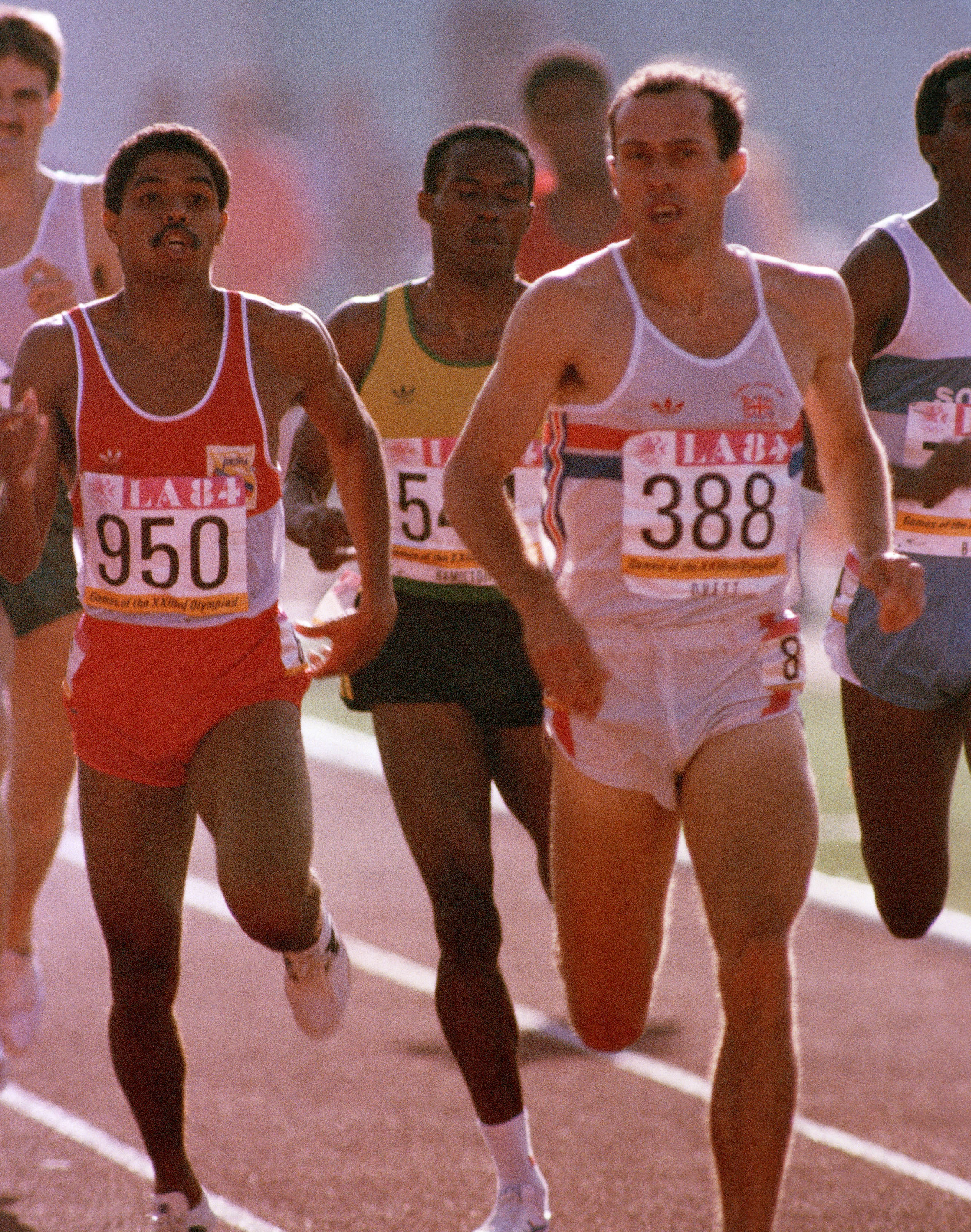
Steve Ovett (388) und William Wuycke (950), Owen Hamilton (zwischen beiden), Abdi Bile (rechter Bildrand), Pat Scammell (linker Bildrand)
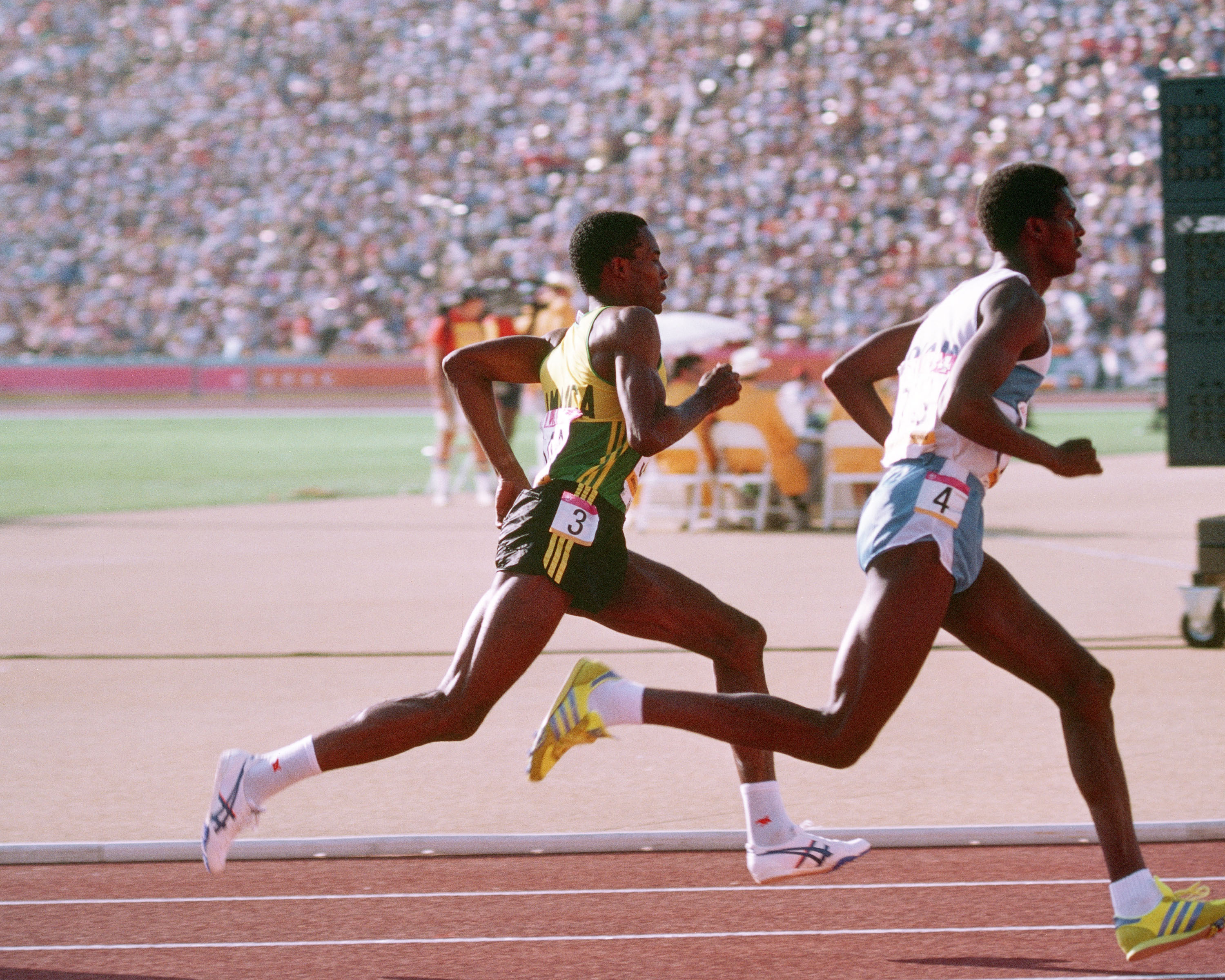
Owen Hamilton (links) und Abdi Bile (rechts)

| Platz | Name           | Nation         | Zeit        |
| ----- | -------------- | -------------- | ----------- |
| 1     | Joaquim Cruz   | Brasilien      | 1:44,84 min |
| 2     | Steve Ovett    | Großbritannien | 1:45,72 min |
| 3     | Johnny Gray    | USA            | 1:45,82 min |
| 4     | William Wuycke | Venezuela      | 1:46,17 min |
| 5     | Abdi Bile      | Somalia        | 1:46,49 min |
| 6     | Owen Hamilton  | Jamaika        | 1:46,74 min |
| 7     | Pat Scammell   | Australien     | 1:47,90 min |
| 8     | Bruce Roberts  | Kanada         | 1:49,72 min |

### Lauf 4

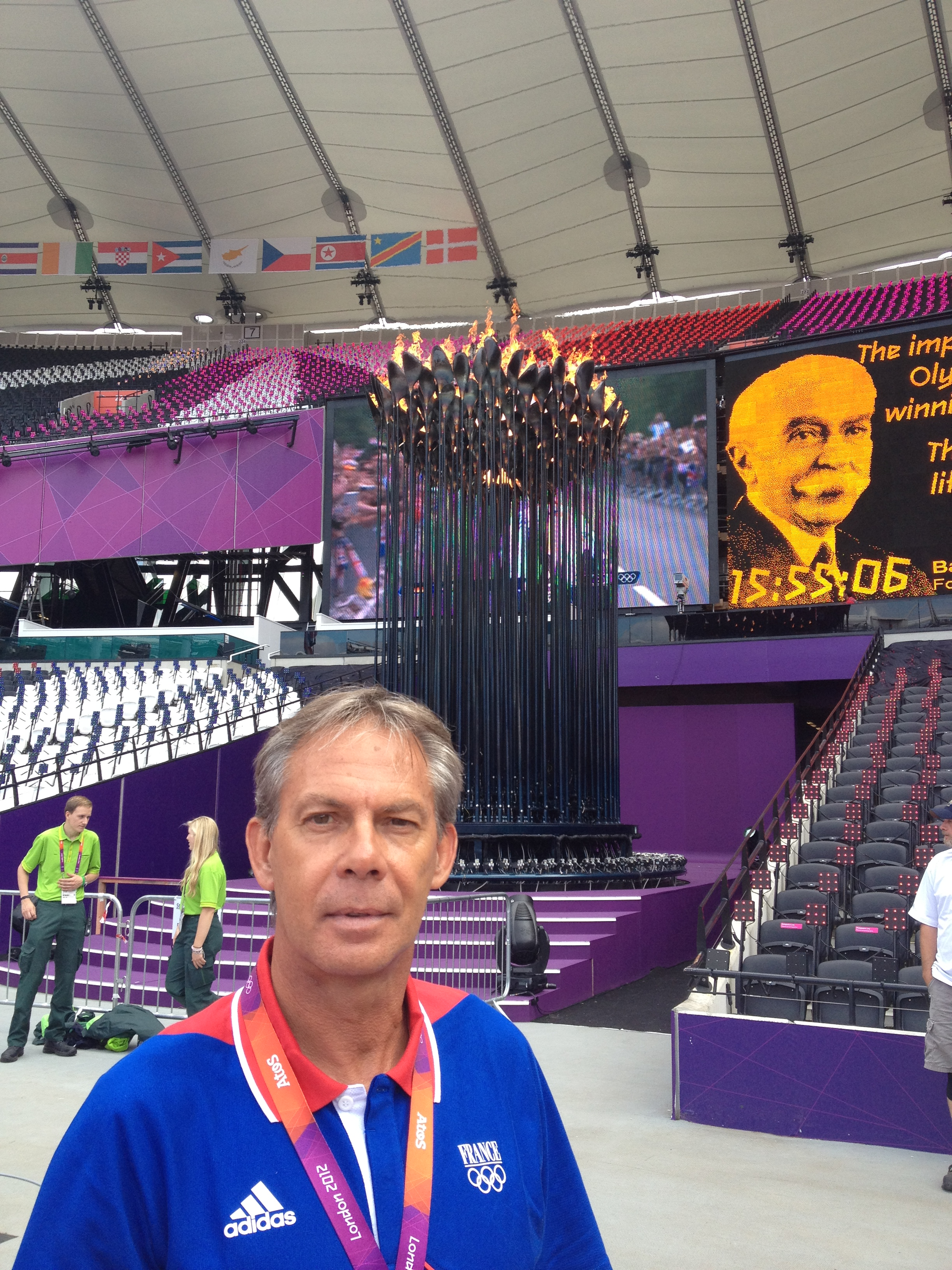
Philipe Dupont (Foto: 2012) schied als Achter im vierten Viertelfinale aus

| Platz | Name              | Nation         | Zeit        |
| ----- | ----------------- | -------------- | ----------- |
| 1     | Earl Jones        | USA            | 1:45,44 min |
| 2     | Hans-Peter Ferner | BR Deutschland | 1:45,52 min |
| 3     | Juma Ndiwa        | Kenia          | 1:45,59 min |
| 4     | Moussa Fall       | Senegal        | 1:45,71 min |
| 5     | Mohamed Alouini   | Tunesien       | 1:45,78 min |
| 6     | Marcus O’Sullivan | Irland         | 1:46,21 min |
| 7     | Oslen Barr        | Guyana         | 1:46,97 min |
| 8     | Philipe Dupont    | Frankreich     | 1:48,95 min |

## Halbfinale
Datum: 5. August 1984
In den beiden Halbfinalläufen qualifizierten sich jeweils die ersten Vier (hellblau unterlegt) für das Finale.
Die Bestzeit des Halbfinales erzielte Joaquim Cruz mit 1:43,82 min in Lauf eins.

### Lauf 1
- Omer Khalifa – ausgeschieden
als Fünfter des ersten Halbfinals
- William Wuycke – ausgeschieden
als Siebter des ersten Halbfinals

| Platz | Name           | Nation         | Zeit        |
| ----- | -------------- | -------------- | ----------- |
| 1     | Joaquim Cruz   | Brasilien      | 1:43,82 min |
| 2     | Edwin Koech    | Kenia          | 1:44,12 min |
| 3     | Earl Jones     | USA            | 1:44,51 min |
| 4     | Steve Ovett    | Großbritannien | 1:44,81 min |
| 5     | Omer Khalifa   | Sudan          | 1:44,87 min |
| 6     | Moussa Fall    | Senegal        | 1:45,03 min |
| 7     | William Wuycke | Venezuela      | 1:47,32 min |
| DNS   | Peter Elliott  | Großbritannien |             |

### Lauf 2
| Platz | Name              | Nation         | Zeit        |
| ----- | ----------------- | -------------- | ----------- |
| 1     | Sebastian Coe     | Großbritannien | 1:45,51 min |
| 2     | Billy Konchellah  | Kenia          | 1:45,67 min |
| 3     | Johnny Gray       | USA            | 1:45,82 min |
| 4     | Donato Sabia      | Italien        | 1:45,96 min |
| 5     | Hans-Peter Ferner | BR Deutschland | 1:46,16 min |
| 6     | Agberto Guimarães | Brasilien      | 1:46,65 min |
| 7     | Juma Ndiwa        | Kenia          | 1:48,06 min |
| 8     | José Luíz Barbosa | Brasilien      | 1:48,70 min |

## Finale

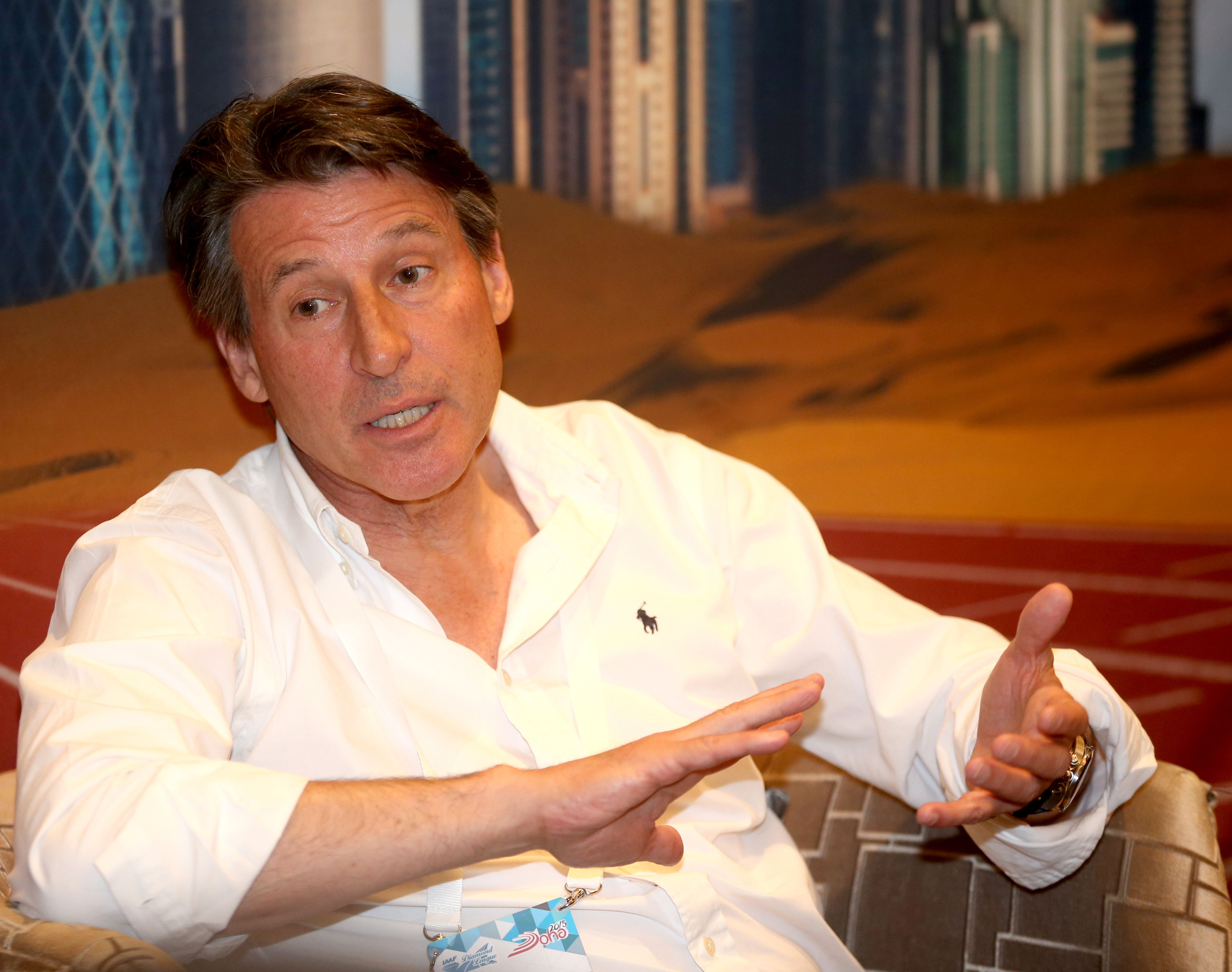
Sebastian Coe (Foto: 2015) – u. a. Weltrekordinhaber, vier Tage später zum zweiten Mal Sieger über 1500 Meter, ab 2015 IAAF-Präsident – gewann die Silbermedaille
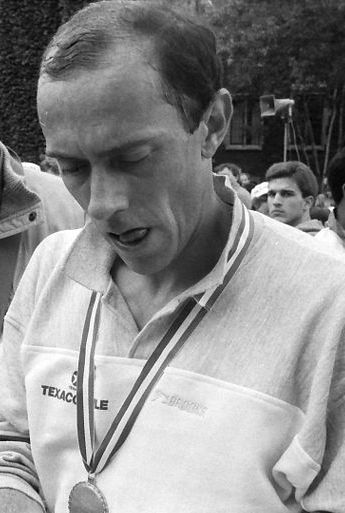
Der Olympiasieger von 1980 Steve Ovett (hier im Jahr 2010) war gesundheitlich beeinträchtigt und wurde Achter

Datum: 6. August 1984
| Platz | Name             | Nation         | Zeit        | Anmerkung |
| ----- | ---------------- | -------------- | ----------- | --------- |
| 1     | Joaquim Cruz     | Brasilien      | 1:43,00 min | OR        |
| 2     | Sebastian Coe    | Großbritannien | 1:43,64 min |           |
| 3     | Earl Jones       | USA            | 1:43,83 min |           |
| 4     | Billy Konchellah | Kenia          | 1:44,03 min |           |
| 5     | Donato Sabia     | Italien        | 1:44,53 min |           |
| 6     | Edwin Koech      | Kenia          | 1:44,86 min |           |
| 7     | Johnny Gray      | USA            | 1:47,89 min |           |
| 8     | Steve Ovett      | Großbritannien | 1:52,28 min |           |

Für das Finale hatten sich beide teilnehmenden US-Amerikaner, zwei Briten, zwei Kenianer, ein Italiener und ein Brasilianer qualifiziert. Der Brasilianer Joaquim Cruz galt als Favorit des Rennens. Hinzu kamen der Weltrekordhalter Sebastian Coe und dessen Landsmann, der Olympiasieger von 1980 Steve Ovett, der allerdings an Atembeschwerden litt.
Das Feld blieb bis zur 600-Meter-Marke zusammen, angeführt von dem Kenianer Edwin Koech. Dann forcierten Cruz und Coe das Tempo und zogen das Feld auseinander. Eingangs der Zielgeraden hatte Cruz die Führungsposition erobert und besiegte Coe im Endspurt. Hinter Coe belegte der US-Läufer Earl Jones den dritten Platz vor dem Kenianer Billy Konchellah. Auf Platz fünf folgte Donato Sabia aus Italien. Edwin Koech, der lange geführt hatte, wurde Sechster vor dem zweiten US-Amerikaner Johnny Gray. Ovett, Cruz’ Vorgänger als Olympiasieger, kam abgeschlagen als Achter ins Ziel.
Joaquim Cruz war der erste Olympiasieger und Medaillengewinner Brasiliens über 800 Meter.

## Videolinks
- Olympics - 1984 Los Angeles - ABC Profile - Track 800m - BRA Joaquim Cruz imasportsphile, youtube.com, abgerufen am 7. November 2021
- Olympics 1984 Mens 800m Final, youtube.com, abgerufen am 7. November 2021
- 1984 Los Angeles Olympics 800m Final, youtube.com, abgerufen am 6. Januar 2018